# Fantaisie pour un gentilhomme

La Fantaisie pour un gentilhomme (Fantasía para un gentilhombre) est une œuvre concertante pour guitare et orchestre écrite par Joaquín Rodrigo en 1954.
Elle est dédiée au guitariste Andrés Segovia qui l'avait commandée et se trouve désigné par le gentilhomme du titre. L'œuvre, postérieure de près de 15 ans au fameux Concerto d'Aranjuez composé par Rodrigo, est sans doute sa seconde œuvre la plus connue. Entre-temps, Rodrigo a écrit d'autres concertos pour divers instruments. La rencontre avec Segovia en 1951 l'a probablement incité à écrire à nouveau pour la guitare.
La création eut lieu le 5 mars 1958 au San Francisco War Memorial Opera House par l'orchestre symphonique de la ville sous la direction d'Enrique Jordá, avec le dédicataire en soliste.
La musique est inspirée par des danses écrites par Gaspar Sanz, compositeur du XVIIe siècle. C'est le troisième concerto de Rodrigo (avec son concerto d'Aranjuez et son concerto madrigal) qui se réfère à des musiciens du passé.
L'œuvre comprend quatre mouvements et sa durée d'exécution est d'environ vingt minutes.
- Villano y Ricercare (Adagietto - Andante moderato) ;
- Españoleta y fanfare de la Caballería de Nápoles (Adagio - Allegretto) ;
- Danza de las Hachas (Allegro con brio) ;
- Canario (Allegro ma non troppo).

## Adaptation
En 1978, le groupe de rock progressif Emerson, Lake and Palmer adapte le dernier mouvement sur le titre homonyme Canario de son album Love Beach.
En 2006, le groupe de folk rock Blackmore's Night reprend le thème du deuxième mouvement sur le titre Winter (Basse Dance) de son album de chant de Noël Winter Carols, mais que le guitariste Ritchie Blackmore signe en tant que compositeur.